# Руайе-Коллар, Антуан Атаназ
Антуа́н Атана́з Руайе́-Колла́р (фр. Antoine-Athanase Royer-Collard; родился 7 февраля 1768 года, Сомпюи, Франция — умер 27 ноября 1825 года, Париж, Франция) — французский медик и педагог. Брат Пьера Поля Руайе-Коллара.

## Биография
Антуан Атаназ Руайе-Коллар родился 7 февраля 1768 года.
Был преподавателем словесных наук в свободной конгрегации оратории в Лионе; в 1802 году получил звание доктора, защитив диссертацию об аменоррее. 
В 1803 году основал журнал «Bibliothèque médicale» и редактировал его в течение 15 лет. В 1806 году стал врачом психиатрической лечебницы в Шарантоне. 
В 1816 году он занял место профессора судебной медицины на медицинском факультете в Париже, а в 1820 году стал первым руководителем созданной на факультете кафедры душевных болезней.
Антуан Атаназ Руайе-Коллар умер 27 ноября 1825 года в городе Париже.
Помимо диссертации Руайе-Коллар написал «Rapport sur les ouvrages envoyés au concours pour le croup» (1812) и ряд статей в «Dictionnaire des sciences medicales», «Bulletin de l’Athénée» и в «Journal des Débats».

## Образ в кино
Из произведений киноискусства следует упомянуть историческую драму «Перо маркиза де Сада» (англ. Quills, 2000), повествующую о последних годах жизни скандально известного маркиза Донасьена де Сада, которые он провёл в психиатрической лечебнице в Шарантоне. В этом фильме роль Руайе-Коллара исполнил Майкл Кейн, где доктор представлен в крайне отрицательном свете, в частности: садистом и ханжой.